# Mirko Celestino
Mirko Celestino (Albenga, 19 de març de 1974) va ser un ciclista italià, que fou professional entre 1996 i 2007. Especialitzat en les clàssiques, els seus èxits esportius més importants són la Volta a Llombardia, la HEW Cyclassics i dues edicions de la Milà-Torí.
Un cop retirat de la carretera va competir en Ciclisme de muntanya aconseguint dues medalles al Campionat del món de ciclisme de muntanya en marató.

## Palmarès
- 1995
  - Campió d'Europa en ruta sub-23
  - 1r al Gran Premi Palio del Recioto
- 1998
  - 1r al Giro de l'Emilia
  - 1r al Regio Tour
- 1999
  - 1r a la Volta a Llombardia
  - 1r a la HEW Cyclassics
  - 1r a la Coppa Placci
- 2001
  - 1r a la Milà-Torí
  - 1r als Tre Valli Varesine
  - 1r al Trofeu Laigueglia
- 2002
  - Vencedor d'una etapa del Brixia Tour
- 2003
  - 1r a la Milà-Torí
  - 1r a la Settimana Internazionale Coppi & Bartali

### Resultats al Tour de França
- 2004. Abandona (10a etapa)
- 2006. Abandona (14a etapa)

### Resultats al Giro d'Itàlia
- 1997. Abandona
- 1999. 74è de la classificació general
- 2005. 34è de la classificació general